# Zygodon intermedius
Zygodon intermedius är en bladmossart som beskrevs av Bruch och W. P. Schimper 1838. Zygodon intermedius ingår i släktet ärgmossor, och familjen Orthotrichaceae. Inga underarter finns listade i Catalogue of Life.